# Джилл Стеркел
Джилл Стеркел (англ. Jill Sterkel, 27 травня 1961) — американська плавчиня.
Олімпійська чемпіонка 1976, 1984 років, призерка 1988 року.
Чемпіонка світу з водних видів спорту 1978 року, призерка 1982 року.
Переможниця Панамериканських ігор 1975, 1983 років.
Переможниця літньої Універсіади 1981 року.